# Доскальчук, Александр Борисович
Александр Борисович Доскальчук (укр. Олександр Борисович Доскальчук; род. 13 марта 1990 года; Черновцы) — украинский боец смешанных единоборств. Выступает в организации M-1 Global. Действующий чемпион M-1 в наилегчайшем весе (2017—н. в.).

## Титулы и достижения
- M-1 Global
  - Действующий чемпион M-1 в наилегчайшем весе[2].
- Чемпион Европы по панкратиону[3].
- Вице-чемпион мира по панкратиону[3].
- Чемпион Украины по смешанным боевым единоборствам[3].
- Мастер спорта международного класса по смешанным боевым единоборствам[3].

## Статистика боёв
| Результат | Рекорд | Соперник                    | Способ                       | Турнир                         | Место проведения            | Дата             | Раунд | Время | Примечание                                      |
| --------- | ------ | --------------------------- | ---------------------------- | ------------------------------ | --------------------------- | ---------------- | ----- | ----- | ----------------------------------------------- |
| Победа    | 10-1   | Микаэль Силандер, Финляндия | Решением (единогласным)      | M-1 Challenge 99               | Назрань, Россия             | 17 ноября 2018   | 5     | 5:00  | Защитил титул чемпиона M-1 в наилегчайшем весе  |
| Победа    | 9-1    | Арман Ашимов, Казахстан     | Техническим нокаутом (отказ) | M-1 Challenge 92               | Санкт-Петербург, Россия     | 24 мая 2018      | 2     | 3:00  | Защитил титул чемпиона M-1 в наилегчайшем весе  |
| Победа    | 8-1    | Вадим Малыгин, Россия       | Техническим нокаутом         | M-1 Challenge 83               | Казань, Россия              | 23 сентября 2017 | 2     | 3:34  | Завоевал титул чемпиона M-1 в наилегчайшем весе |
| Победа    | 7-1    | Бих Сун Ли, · Швеция        | Решением (единогласным)      | M-1 Challenge 78               | Оренбург, · Россия          | 24 мая 2017      | 3     | 3:00  |                                                 |
| Победа    | 7-0    | Кенан Джафарли, Азербайджан |                              | MMAPU — MMA Pro Ukraine 8      | Черновцы, Украина           | 26 декабря 2016  | 2     | 3:35  |                                                 |
| Победа    | 6-0    | Андрей Королёв, Украина     | Техническим нокаутом         | CWFC 58                        | Каменец-Подольский, Украина | 26 мая 2016      | 1     | 2:20  |                                                 |
| Победа    | 5-0    | Владислав Козинец, Украина  | Техническим нокаутом         | MMA Pro Ukraine                | Житомир, Украина            | 2 февраля 2016   | 1     | 4:40  |                                                 |
| Победа    | 4-0    | Антон Чернега, Украина      | Техническим нокаутом         | ECSF — Iron Fist 3             | Одесса, Украина             | 14 марта 2015    | 1     | 3:39  |                                                 |
| Поражение | 3-0    | Кевин Петши, Франция        | Решением                     | ECSF: Adrenaline               | Николаев, Украина           | 12 апреля 2014   | 2     | 3:00  |                                                 |
| Победа    | 2-0    | Станислав Демко, Украина    | TKO                          | Bukovel Cup — Bukovel Cup 2014 | Буковель, Украина           | 15 декабря 2014  | 1     | 2:42  |                                                 |
| Победа    | 1-0    | Виталий Бранчук, Украина    |                              | ECSF — MMA South Ukraine Cup   | Николаев, Украина           | 5 июня 2013      | 1     | 1:34  |                                                 |